# Jura (isla)
Jura (en gaélico escocés, Diùra) es una isla de las Hébridas Interiores, en Escocia ubicada al noreste de la isla de Islay y separada de la costa escocesa por el estrecho de Jura (Sound of Jura). La isla ha sido designada como una National Scenic Area, que es un estatuto de conservación especial en el Reino Unido.
Tiene un área de 366,96 km², por lo tanto es de un tamaño similar a Islay, pero mucho menos densamente poblada, pues tiene alrededor de 180 habitantes. El mayor asentamiento es Craighouse en la costa este. El villorrio de Craighouse es sede de la única destilería de la isla, donde se hace el whisky de Jura. En la villa también está el único hotel, taller y capilla.
Es extraño que por el tamaño de Jura, la población y la cercanía con las tierras escocesas, no exista una conexión marítima. Sin embargo hay una pequeña nave que opera entre Port Askaig, al sur de Islay, y Feolin Ferry, en Jura.
En la isla predominan tres colinas cónicas en el lado oeste (son llamados Paps of Jura) y tienen una altura máxima de 762 m. En el occidente de Jura no hay asentamientos permanentes de habitantes. En esta parte existen angostas playas formadas por la erosión de las olas y conforman plataformas cortadas en la orilla del mar que tienen alturas variables sobre el nivel de las aguas.
Antes, el fin del camino se hallaba en Barnhill, la casa del novelista George Orwell, donde terminó su gran obra maestra 1984 (Nineteen Eighty-Four). Aparte de la conexión de la isla Jura con Orwell, quizás sea más conocida por el notorio evento ocurrido el 23 de agosto de 1994, donde los músicos Bill Drummond y Jimmy Cauty, de la banda KLF, se filmaron a sí mismos quemando un millón de libras esterlinas en billetes en un cobertizo para botes en desuso.
Entre la punta norte de Jura y la isla de Scarba se encuentra el golfo de Corryvreckan, donde los torbellinos hacen que el paso sea difícil cuando hay ciertos niveles en la marea.
En la isla habita una gran cantidad de ciervos rojos (Cervus elaphus) y se cree que el nombre de Jura deriva de hjörtr, palabra nórdica para designar "ciervo".

## Papsde Jura
En inglés paps significa "pezón", "mama", y estas montañas tienen aquella peculiar forma. Son un grupo de montañas cónicas de cuarcita y dominan toda la mitad sur de la isla. Los mayores picos son:
- Beinn an Òir (gaélico, montaña de Oro), es la más alta elevación, alcanzando los 785 m.

- Beinn Shiantaidh (gaélico, montaña Sagrada) su altura es de 735 m.

- Beinn a' Chaolais (gaélico, montaña del Sonido) es el más bajo de estos cerros, solo por un metro de diferencia con Beinn Shiantaidh (734 m).

Las paps dominan todo el paisaje de la región y pueden ser vistas desde Mull of Kintyre y, en un día claro, desde Skye e Irlanda del Norte.